# Mycodiplosis oidii
Mycodiplosis oidii är en tvåvingeart som först beskrevs av Hardy 1854.  Mycodiplosis oidii ingår i släktet Mycodiplosis och familjen gallmyggor. Inga underarter finns listade i Catalogue of Life.